# Triaeris lepus
Triaeris lepus är en spindelart som beskrevs av Theodore W. Suman 1965. Triaeris lepus ingår i släktet Triaeris och familjen dansspindlar. Inga underarter finns listade i Catalogue of Life.